# Borsod Bobcats 2023
Questa voce raccoglie le informazioni riguardanti i Borsod Bobcats nelle competizioni ufficiali della stagione 2023.

## Hungarian Football League 2023

### Stagione regolare
| Miskolc 1º aprile 2023, ore 15:00 1ª giornata | Borsod Bobcats | 9 – 6 | VSD Rangers | Miskolci Atlétikai Centrum |

| Budapest 16 aprile 2023, ore 14:30 3ª giornata | Budapest Titans | 26 – 21 | Borsod Bobcats | Szabadkikötő SE |

| Miskolc 30 aprile 2023, ore 15:00 5ª giornata | Borsod Bobcats | 0 – 49 | Budapest Wolves | Miskolci Atlétikai Centrum |

| Budapest 7 maggio 2023, ore 15:00 6ª giornata | Újpest Bulldogs | 34 – 6 | Borsod Bobcats | UTE Atlétika |

| Miskolc 21 maggio 2023, ore 15:00 8ª giornata | Borsod Bobcats | 28 – 7 | Tatabánya Mustangs | Miskolci Atlétikai Centrum |

| Budapest 3 giugno 2023, ore 15:00 10ª giornata | Budapest Cowbells | 35 – 17 | Borsod Bobcats | Tichy Lajos Sportcentrum |

### Playoff
| Budapest 18 giugno 2023, ore 16:00 Wild Card | Budapest Cowbells | 49 – 14 | Borsod Bobcats | Tichy Lajos Sportcentrum |

### Statistiche di squadra
| Competizione      | %Vittorie | In casa | In casa | In casa | In casa | In casa | In casa | In trasferta | In trasferta | In trasferta | In trasferta | In trasferta | In trasferta | Totale | Totale | Totale | Totale | Totale | Totale |
| Competizione      | %Vittorie | G       | V       | N       | P       | Pf      | Ps      | G            | V            | N            | P            | Pf           | Ps           | G      | V      | N      | P      | Pf     | Ps     |
| ----------------- | --------- | ------- | ------- | ------- | ------- | ------- | ------- | ------------ | ------------ | ------------ | ------------ | ------------ | ------------ | ------ | ------ | ------ | ------ | ------ | ------ |
| Stagoine regolare | .333      | 3       | 2       | 0       | 1       | 37      | 62      | 3            | 0            | 0            | 3            | 44           | 95           | 6      | 2      | 0      | 4      | 81     | 157    |
| Playoff           | .000      | 0       | 0       | 0       | 0       | 0       | 0       | 1            | 0            | 0            | 1            | 14           | 49           | 1      | 0      | 0      | 1      | 14     | 49     |
| Totale            | .286      | 3       | 2       | 0       | 1       | 37      | 62      | 4            | 0            | 0            | 4            | 58           | 144          | 7      | 2      | 0      | 5      | 95     | 206    |